# Carnifex à gorge cendrée
Micrastur gilvicollis
Espèce
Statut de conservation UICN

 LC  : Préoccupation mineure
Le Carnifex à gorge cendrée (Micrastur gilvicollis) est une espèce d'oiseaux de la famille des Falconidae.

## Répartition

Cette espèce est endémique du bassin amazonien.